# Egyházasdengeleg
Egyházasdengeleg là một thị trấn thuộc hạt Nógrád, Hungary. Thị trấn này có diện tích 15,75 km², dân số năm 2010 là 474 người, mật độ 30 người/km².